# Chrosomus cumberlandensis
Chrosomus cumberlandensis es una especie de pez del género Chrosomus, familia Cyprinidae, orden Cypriniformes. Fue descrita científicamente por Starnes & Starnes en 1978.
Es una especie inofensiva para el ser humano. Se alimenta de algas e insectos acuáticos.

## Descripción
La longitud total es de 7,6 centímetros. Puede vivir hasta los 4 años.

## Distribución y hábitat
Se distribuye por América del Norte: drenaje superior del Cumberland en Kentucky y Tennessee, Estados Unidos. Habita en charcos rocosos de cabeceras y arroyos donde puede alcanzar los  metros de profundidad.